# Aethomys stannarius
Aethomys stannarius é uma espécie de roedor da família Muridae.
Pode ser encontrada nos seguintes países: Camarões e Nigéria.
Os seus habitats naturais são: savanas áridas, matagal árido tropical ou subtropical e campos de gramíneas subtropicais ou tropicais secos de baixa altitude.